# Laura Ayres
Laura Guilhermina Martins Ayres ComSE (Loulé, 1 de junio de 1922-Lisboa, 16 de enero de 1992) fue una médica, profesora universitaria, especialista en salud pública y en virología portuguesa.

## Vida y obra
En 1946 obtuvo su licenciatura en Medicina por la Facultad de Medicina de la Universidad de Lisboa, dedicándose a investigaciones en Salud Pública, en el área de la epidemiologia, donde realizó estudios sobre la gripe y otras enfermedades respiratorias.
En 1955 creó el Laboratorio de Virología, del Instituto Nacional de Salud.
En los estudios sobre el agente del tracoma, realizados entre 1956 e 1955, obteniendo, en 1963, el Premio Ricardo Jorge.
Tanto en 1979 y en 1980, organizó la 1.ª Encuesta Serológica Nacional, por el cual se le adjudicó en 1983, el Premio Ricardo Jorge de Salud Pública.
Laura Ayres tuvo un papel importante en los primeros combates contra el Sida en Portugal, habiendo sido coordinadora del Grupo de Trabajo de sida (1985) y presidenta de la Comisión Nacional de Lucha Contra el Sida (1990)

## Honores

### Homenajes
- Dama oficial de la Orden de Santiago de la Espada, el 13 de julio de 1990.[6]

- Dama gran oficial de la Orden de Santiago de la Espada, el 26 de febrero de 1992, a título póstumo

- Medalla de Honor del Municipio de Loulé[7]

### Eponimia
- A una Escuela media, y a un agrupamiento de Escuelas[8]

- Al Laboratorio Regional de Salud Pública de Algarve Dra Laura Ayres[9]

- Al Centro de Virología del Instituto Nacional de Salud Dr. Ricardo Jorge (2006)[10]

- A una calle: "Rua Doutora Laura Ayres", en la freguesia São Clemente, municipio de Loulé, distrito de Faro. GPS: 37.137755, -8.017848[11]

## Galería de imágenes

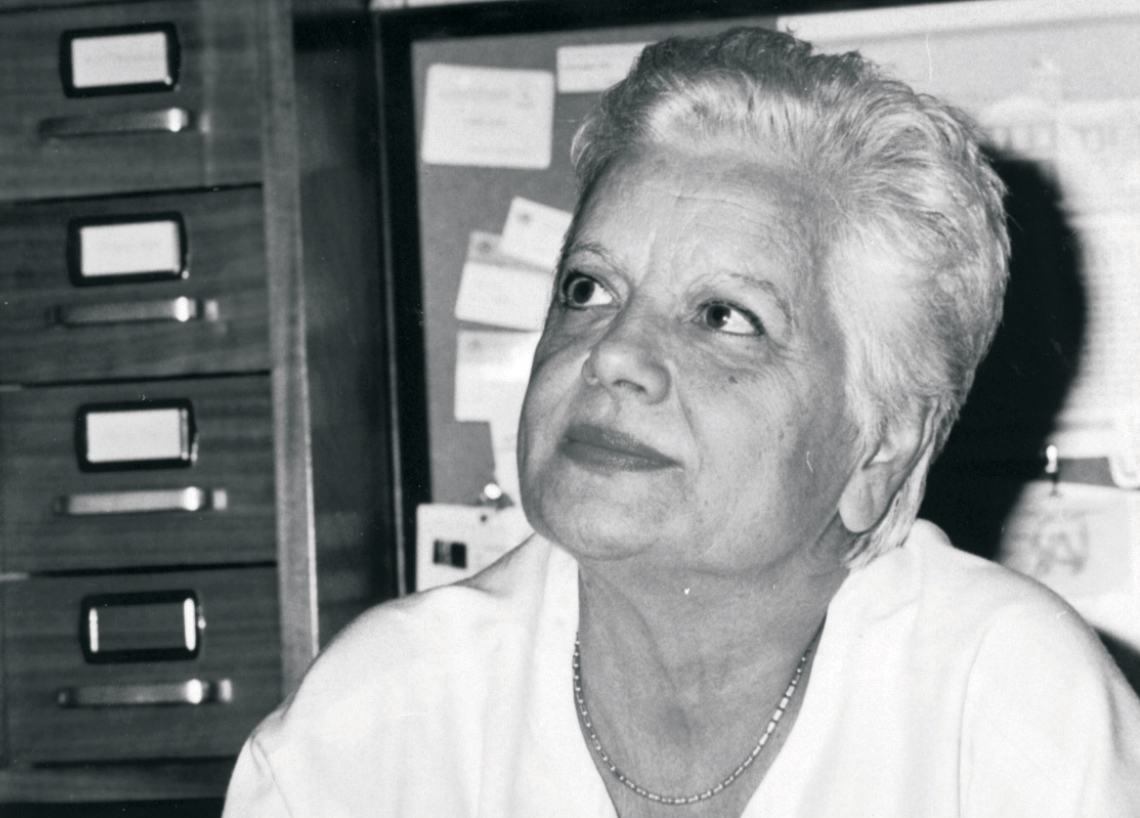
La autora, ca. 1990
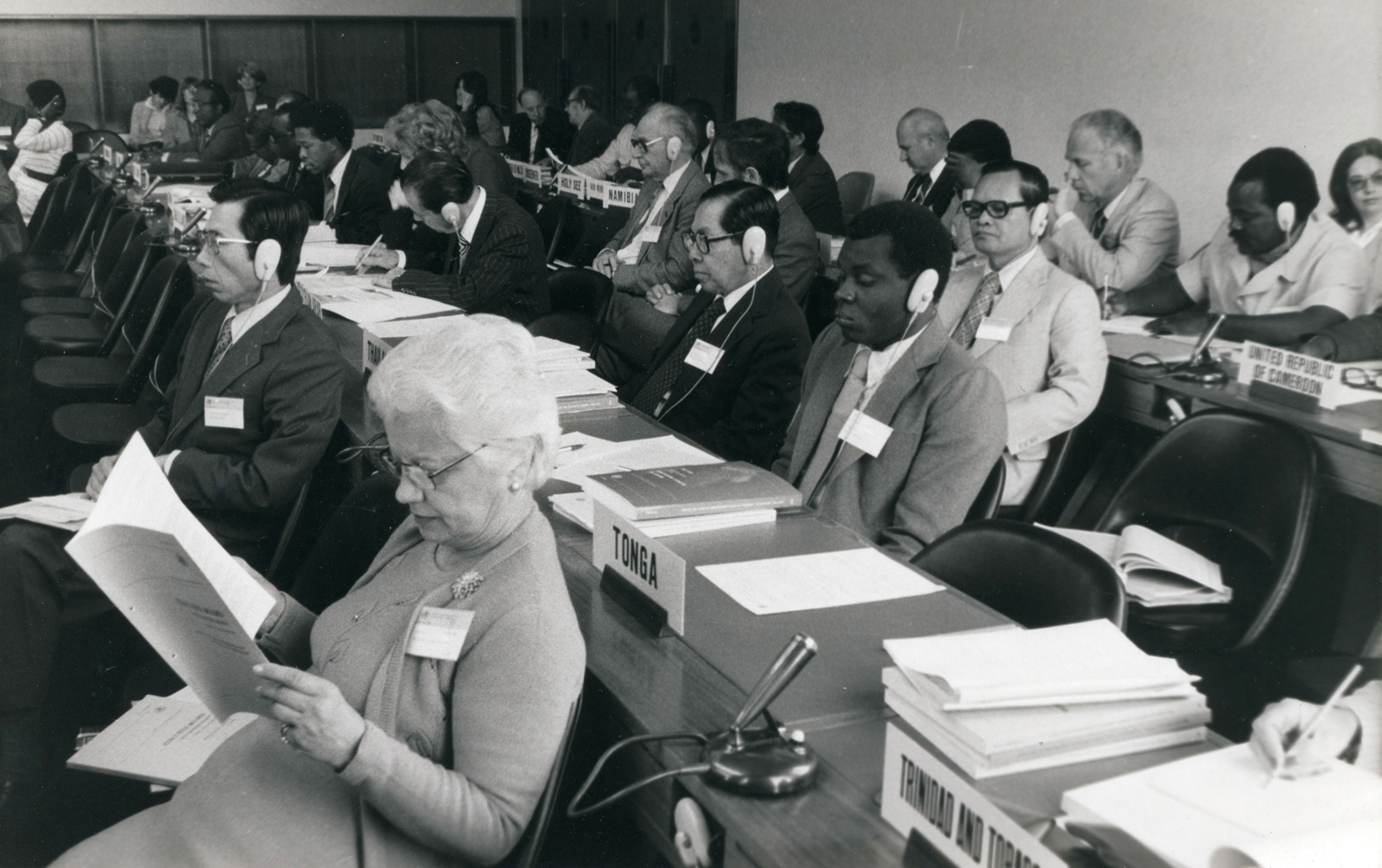
La autora en Congreso Internacional, ca. 1990
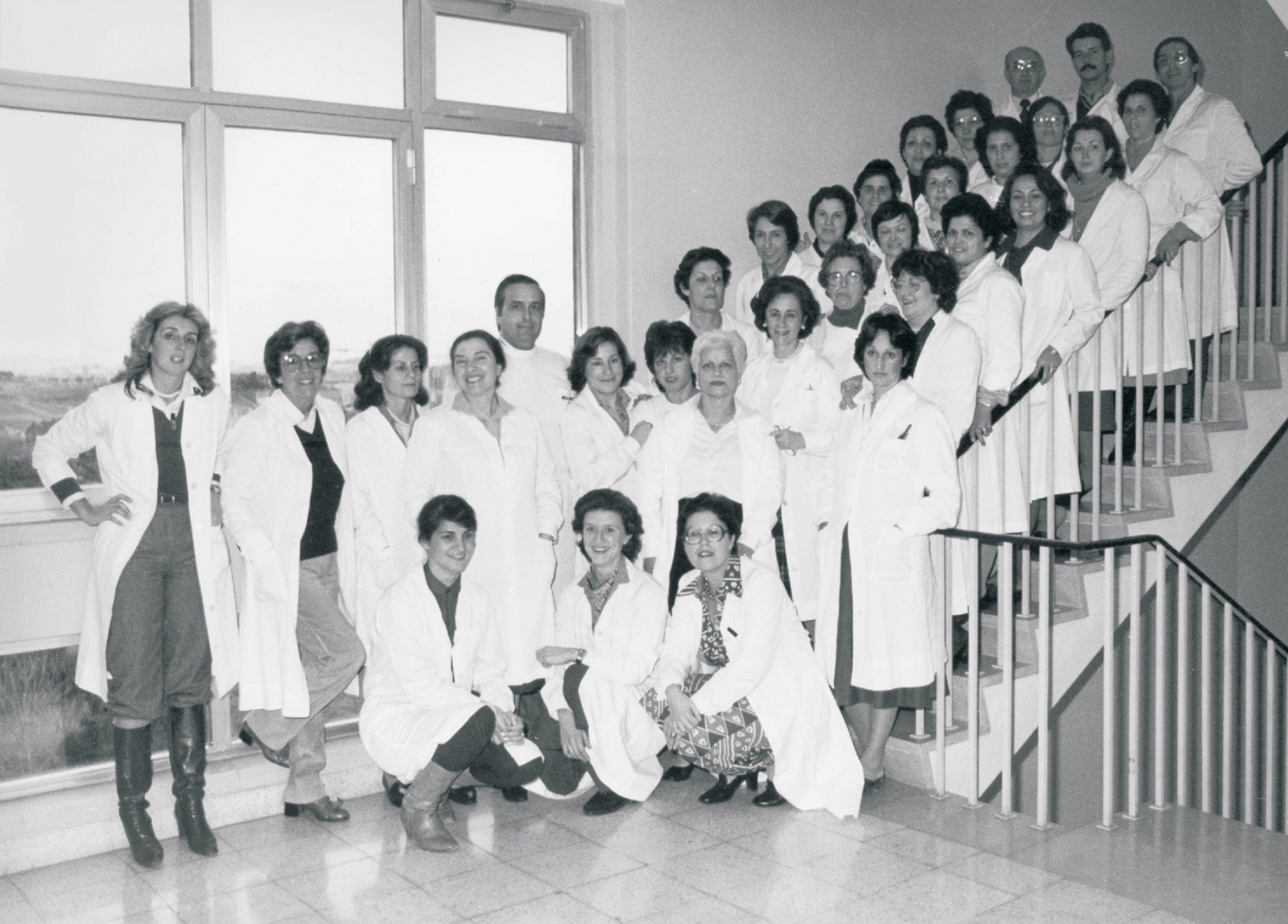
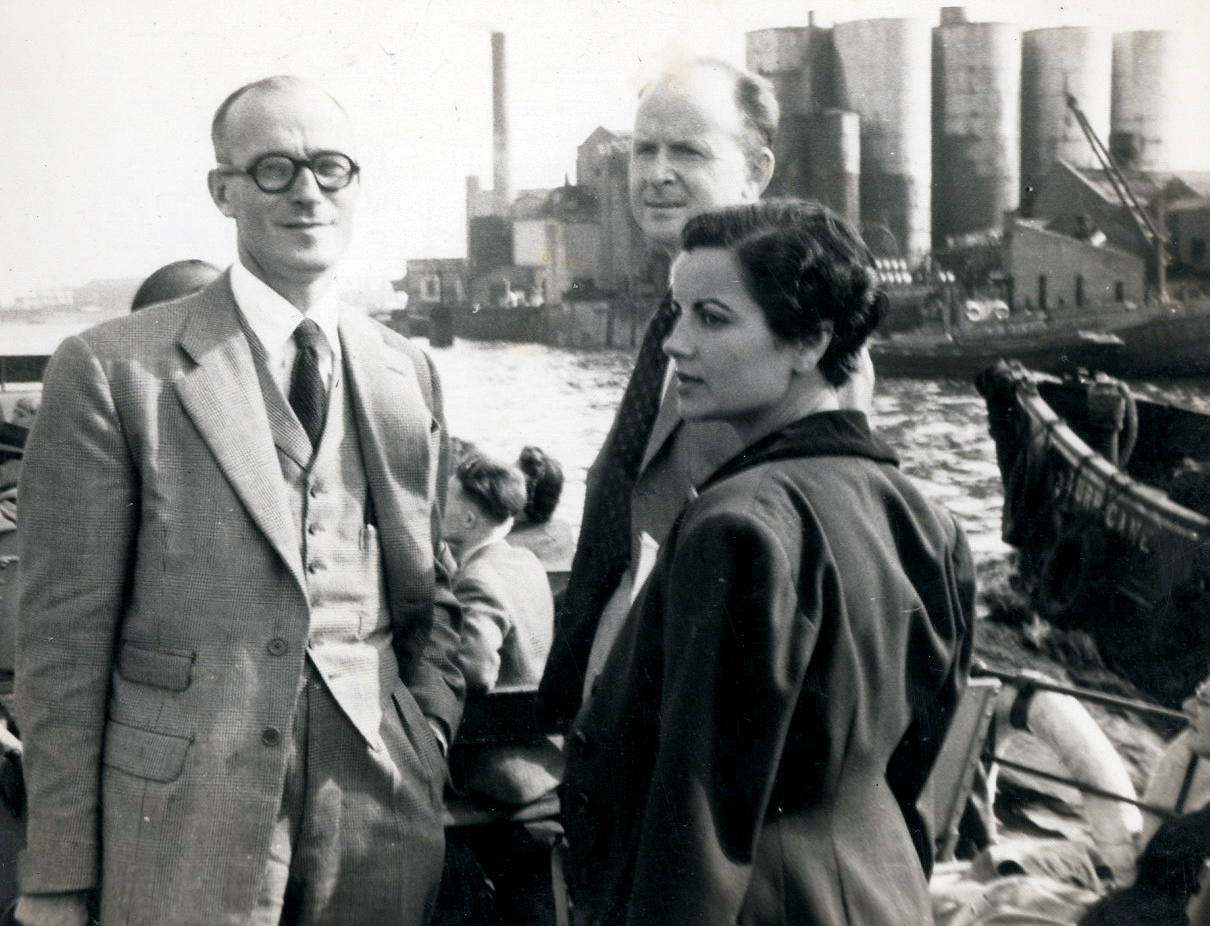
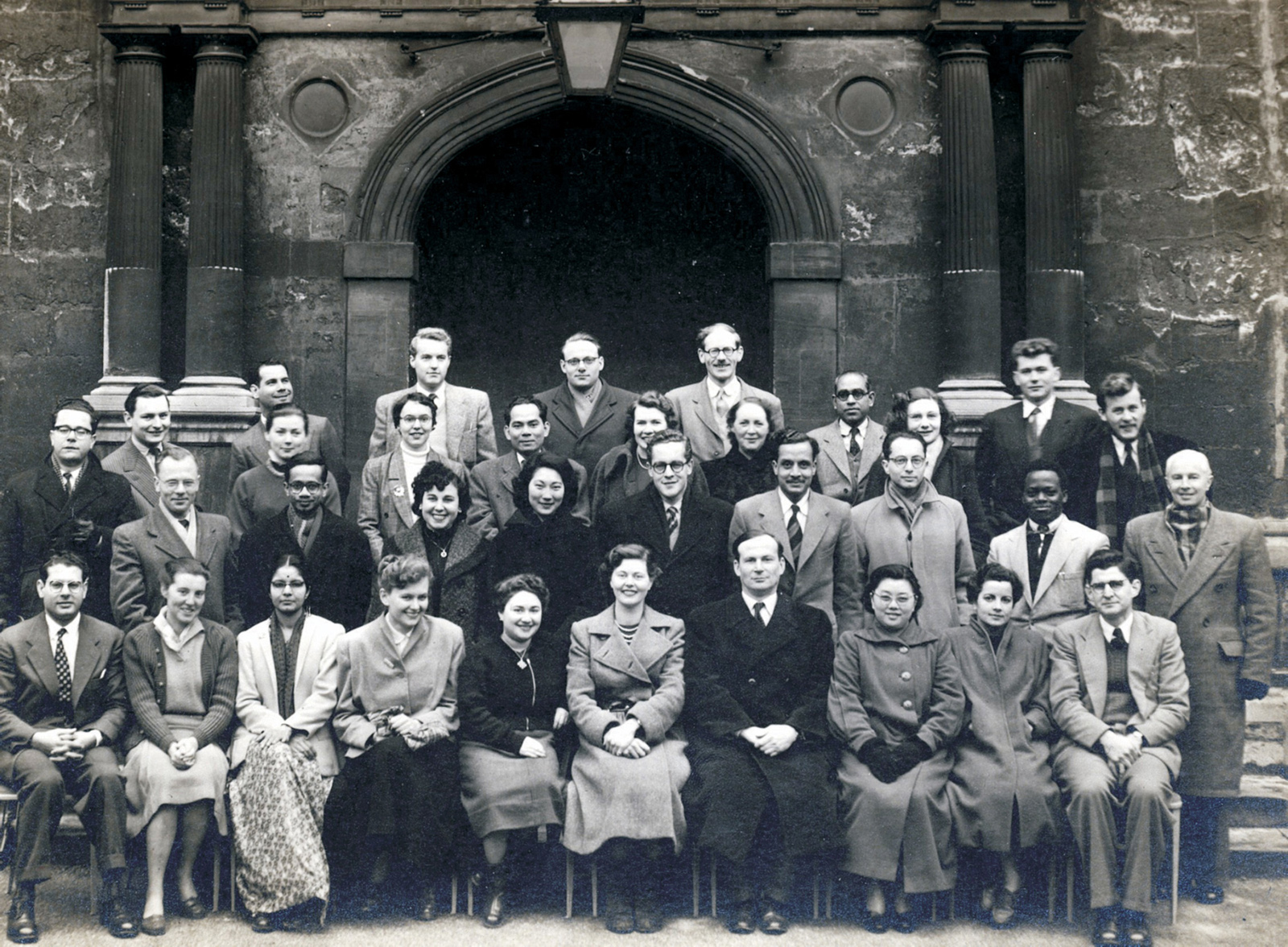